# Taractes rubescens
Taractes rubescens är en fiskart som först beskrevs av Jordan och Evermann, 1887.  Taractes rubescens ingår i släktet Taractes och familjen havsbraxenfiskar. Inga underarter finns listade i Catalogue of Life.